# Hospice de France
L’Hospice de France est un lieu-dit des Pyrénées françaises situé sur la commune de Bagnères-de-Luchon, en Haute-Garonne, dans la région Occitanie. C'est le lieu de départ de nombreuses randonnées.

## Situation
L'Hospice de France est situé à 1 385 mètres d'altitude, à l'extrémité de la vallée de la Pique, à 10 km au sud-est du centre de Luchon.
L'Hospice de France se trouve sur l'estive de Campsaure-Couradilles et Pesson sur une surface d'environ 2 500 hectares, l'estive est située sur la commune de Luchon et de l'État (territoire domanial gérée par l'ONF).

## Excursions

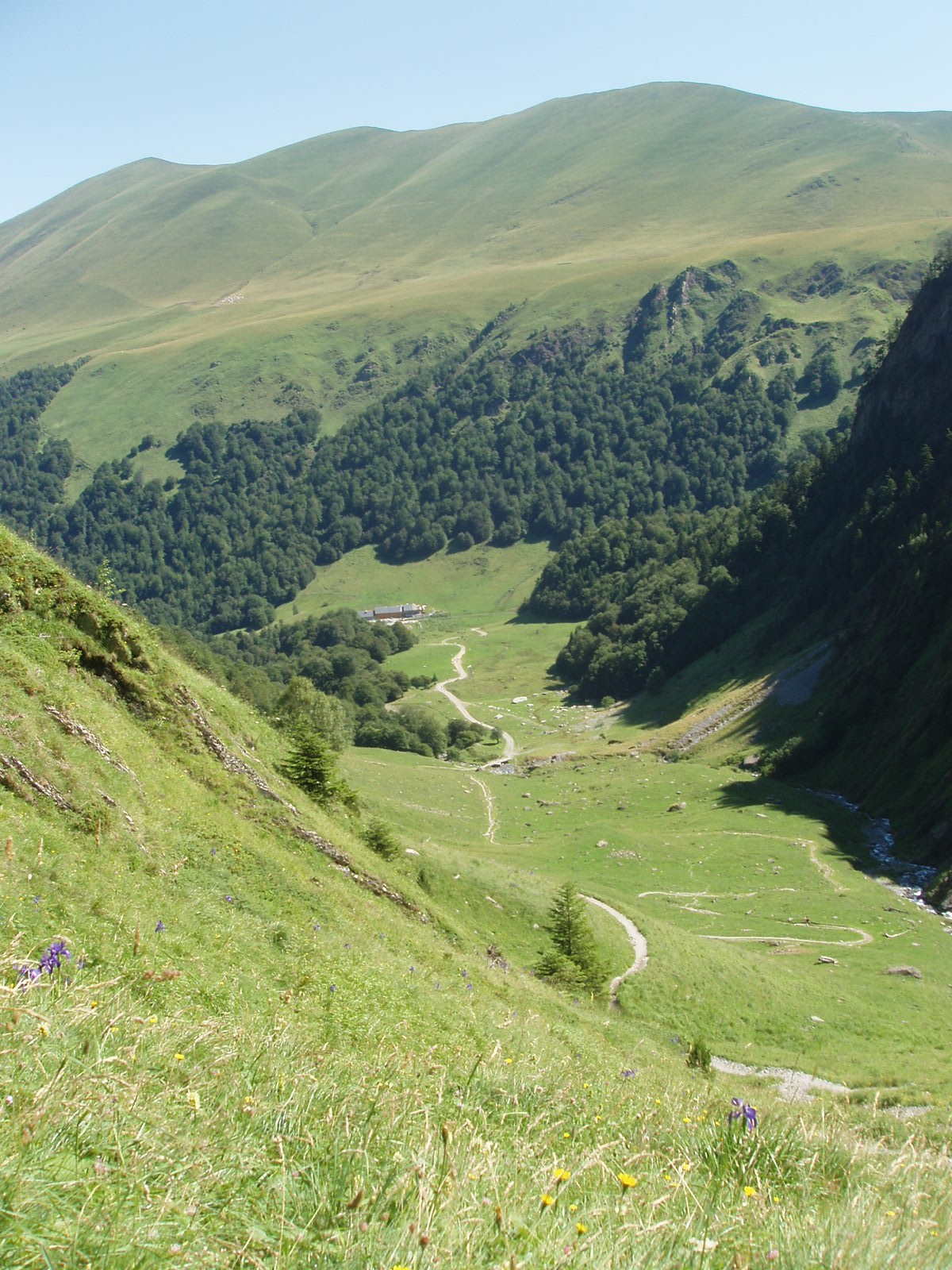
Vue de l'auberge à mi-pente

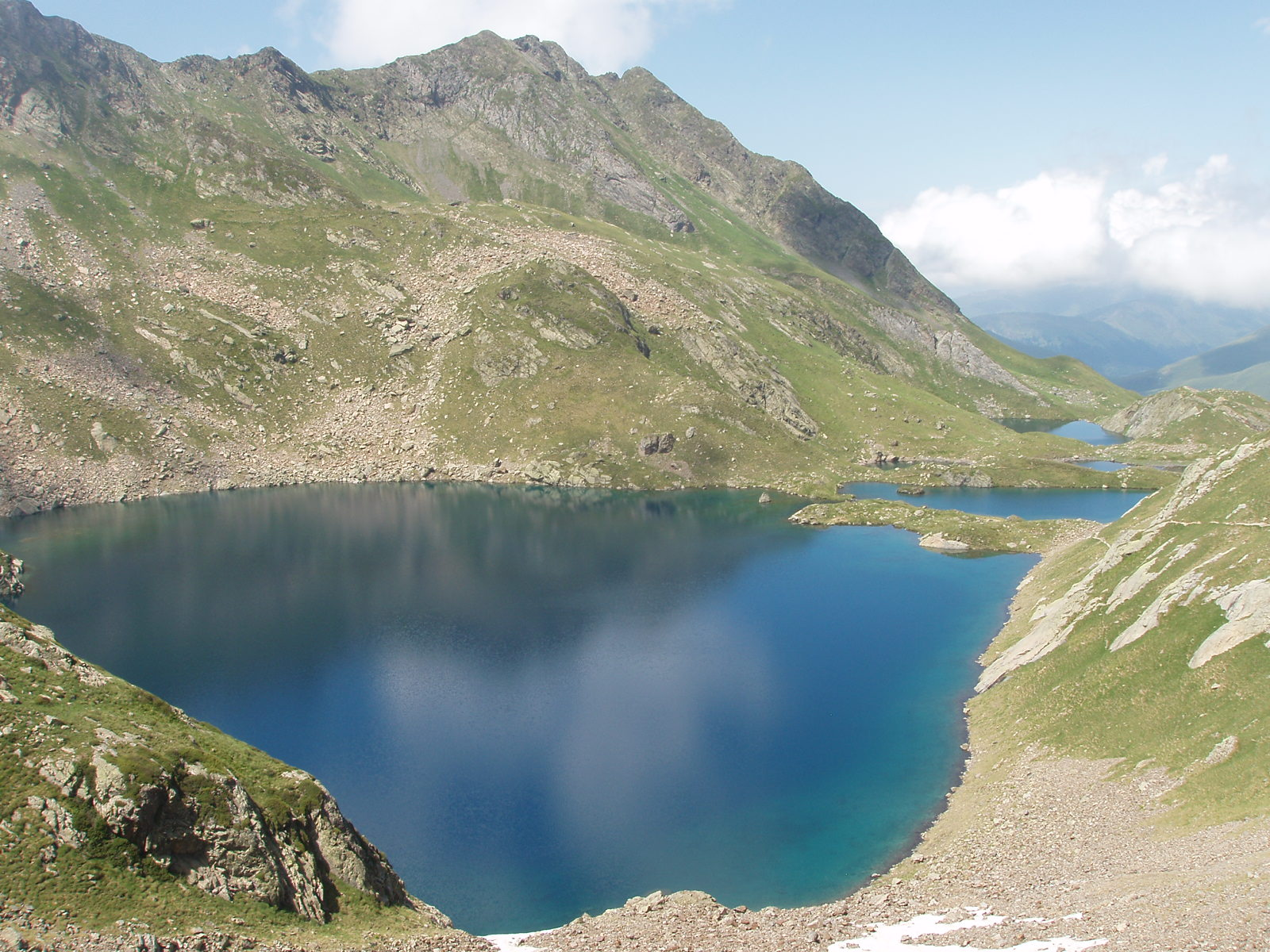
Boums ou lacs du port

L'Hospice de France est le point de départ classique de nombreuses excursions et ascensions de tous niveaux :
- l'arboretum de Jouéou géré par l'université Paul-Sabatier
- par la vallée de la Pique, au terme de nombreux lacets, on atteint les Boums (lacs), le refuge de Vénasque, puis le port de Vénasque. De là, on peut se diriger vers le massif de la Maladeta et ses pics de la Maladeta, Monts-Maudits et Aneto, vers les Posets ou encore les pics de Sauvegarde et de la Mine qui encadrent le port de Vénasque. Depuis le refuge, il est aussi possible de rejoindre le haut du cirque de la Glère par le col de la Montagnette.
- en remontant le ruisseau du Pesson dans la vallée de la Frèche, ou par son versant est sur le plateau et les pâturages de Campsaure, on atteint le pas de la Montjoye et le Val d'Aran, les sommets de la crête frontière et le pas de l'Escalette.
- par le sentier de l'Impératrice, sentier pratiquement horizontal, créé au XIXe siècle pour un passage de l'impératrice Eugénie, on arrive à travers le bois de Sajust jusqu'à la base du cirque de la Glère, au pied du pic Sacroux.

## Histoire

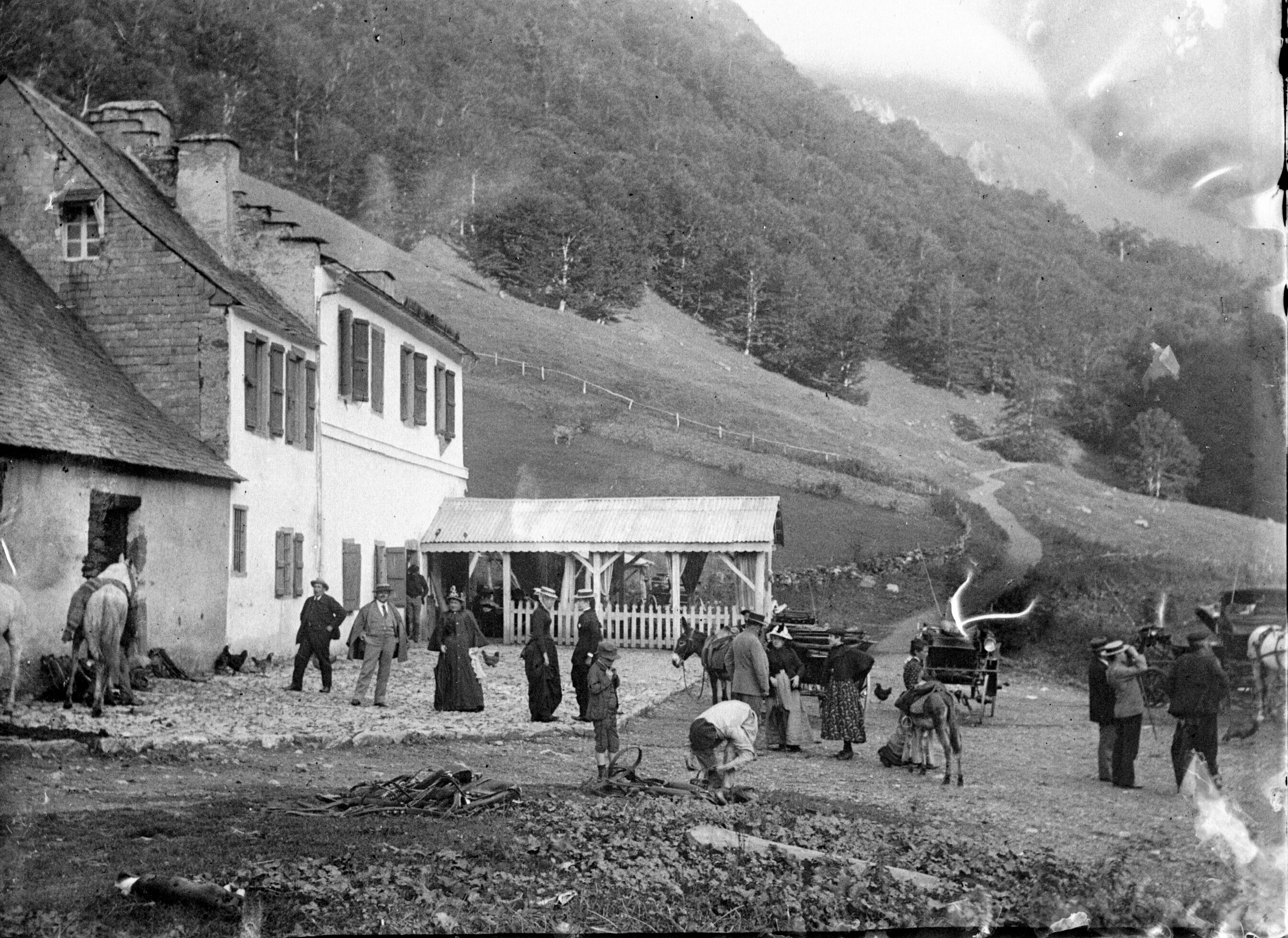
Hospice de France, congrès du CAF en septembre 1893, photographie Eugène Trutat

Le 25 mai 1200, une donation de Sanche Garsie d'Aure confirme la présence d'un Hospitali beati Johanni de Juheu au pied du port de la Glère, qui devait être en relation avec l'hospice de France. L'ordre des Hospitaliers de Saint Jean de Jérusalem a une commanderie hospitalière au lieu-dit Herontés, à Frontès, entre Montauban et Juzet-de-Luchon, dont il ne reste aujourd'hui plus de traces.
L'objectif est de garder le passage vers la montagne, de ce chemin secondaire de Saint-Jacques-de-Compostelle et d'organiser des hospices pour les pèlerins et les commerçants, qui risquent leur vie en hiver.
Commence alors une lutte continue de plusieurs siècles entre les Hospitaliers et les populations guidées par leurs prêtres. L'objectif devint rapidement plus économique que religieux car il n'était pas question de partager les impôts. Finalement, l'Ordre abandonna la région. Les archives de la commanderie de Frontés ont été détruites par les curés de Cier-de-Luchon et de Juzet, leurs concurrents.
La création du bâtiment de l'hospice du port de Vénasque date de cette époque et est la seule trace qui subsiste des Hospitaliers. En 1325, les comtes de Comminges auraient fait ouvrir le port de Vénasque pour faciliter le passage et éviter des droits de péage aranais au ravin de Terme. Les traités de Lies et passeries de Luchon prévoient les conditions de passage et d'exploitation des pâturages pour les troupeaux commingeois aussi bien qu'aranais. L'aménagement du port (col) de Vénasque  est, quant à lui, postérieur, réalisé pour permettre un passage à cheval. La dénomination d'« Hospice de France » ne sera donnée qu'au XIXe siècle.
Aux alentours des années 1600 et 1700, loué par les consuls de Bagnères-de-Luchon à un fermier, l’établissement cumule les fonctions d’hospice montagnard, auberge, centre de perception et de change, objet de conflits intra et inter frontaliers .
Il s'agissait d'une route dangereuse, surtout en hiver et les récits ne manquent pas de voyageurs égarés ou pris dans la tourmente et y ayant laissé la vie : bergers, colporteurs, messagers, réfugiés, amoureux fuyant leurs familles, pèlerins et religieux émigrés, 9 chaudronniers du « trou » du même nom. Plusieurs dizaines de personnes sont ainsi dénombrées. Le col a aussi été fréquemment utilisé pour le passage de troupes ou de bandes cherchant à razzier la vallée adverse ; en 1708, des miquelets parviennent même à y faire passer un orgue dérobé à Luchon.
Le glissement de terrain du vallon de Jouéou, en avril 1865, rappelle que les couches meubles sont à la merci de la fragilisation lors des fortes pluies
Avec l'ouverture d'une voie carrossable depuis Luchon en 1858, à la grande époque des débuts du pyrénéisme, la compagnie des guides de Luchon — une des seules compagnies à cheval — en faisait le but d'une promenade à quelques heures de Luchon et un départ d'excursions plus prestigieuses vers la Maladeta et l'Aneto. L'auberge était un passage obligé pour soigner les chevaux au retour des expéditions. Le succès de l'Hospice de France est constant depuis le XIXe siècle et dans la première moitié du XXe. De nombreuses personnalités viennent y séjourner. Ce serait le président Vincent Auriol qui aurait fait classer la route, jusqu'au port de Vénasque, comme nationale (N 125). En 1938, la vieille auberge de montagne, rajeunie, devient l'Hostellerie de l'Hospice de France, sous la direction du guide, professeur de ski, passeur durant la guerre, Odon Haurillon. L'hôtellerie est célèbre non seulement pour son accueil et sa gastronomie, mais aussi pour les patous, chiens de montagne des Pyrénées, et un temps pour ses deux oursons capturés par M. Haurillon le 26 mai 1952.
Fermée durant l'hiver, l'hôtellerie perdra peu à peu son attrait. En 1976, la route d'accès est coupée par un éboulement. Odon Haurillon meurt en 1978. Au prétexte de préserver le site, qui commence une lente déchéance, la route n'est pas rétablie. Une nouvelle route, sur l'autre versant de la vallée, est ensuite aménagée.
La municipalité de Luchon a réalisé la restauration de l'hôtellerie, dont la réouverture a eu lieu en juillet 2009. Outre l'hébergement et la restauration, deux salles ont été aménagées en petit musée régional, avec notamment une carte en relief animée par des projections thématiques telles que la géologie, la faune, ou la flore. Le refuge est ouvert toute l'année.
L'été, une navette permet d'accéder au site depuis le centre de Luchon ou l'Espagne, de manière à faciliter le retour depuis l'un ou l'autre versant.

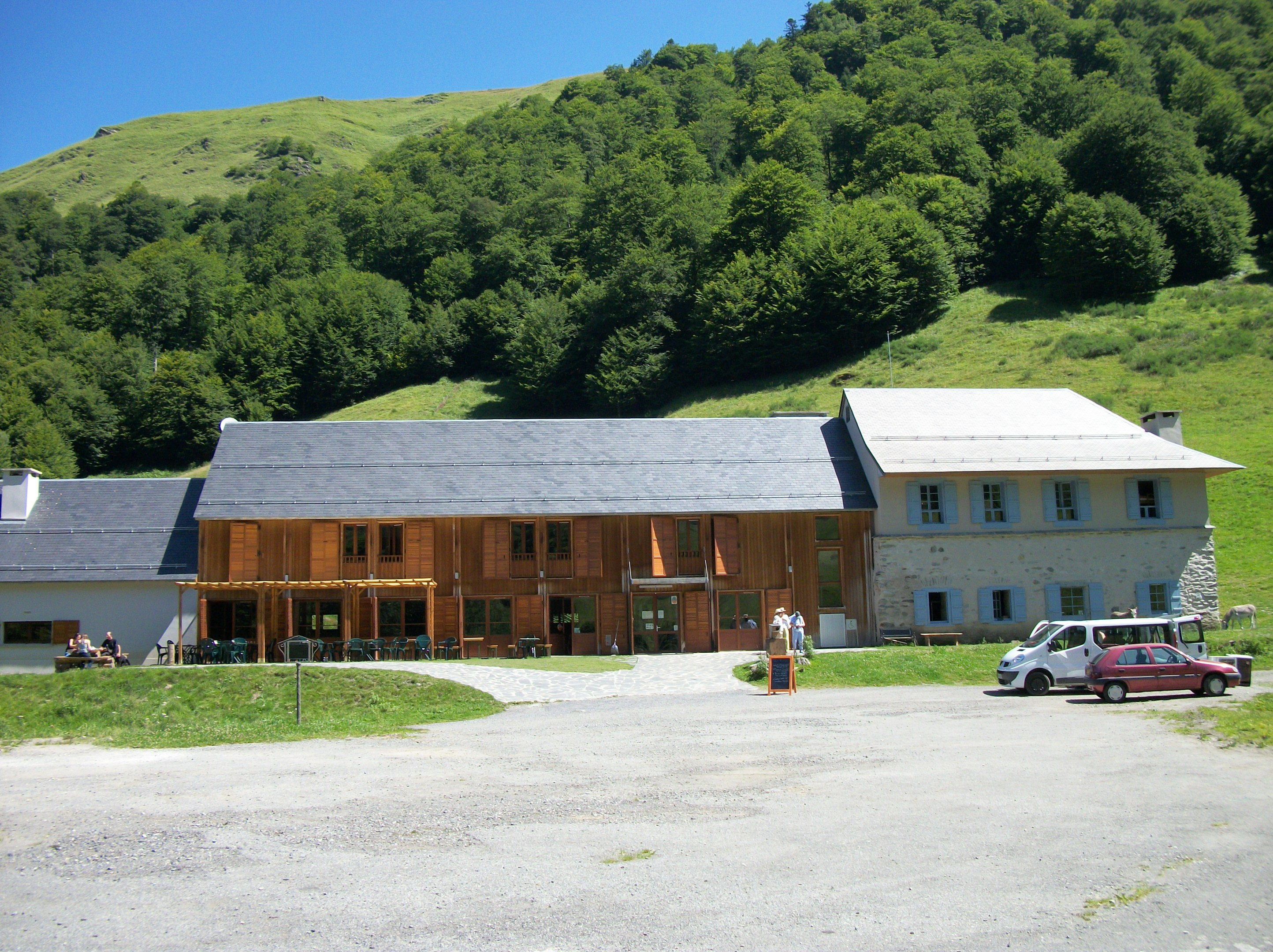
Hospice de France en août 2011